# Richard Weiskirchner

Richard Weiskirchner, fotografiert von Ferdinand Schmutzer (um 1912)

Richard Weiskirchner (* 24. März 1861 in Wien-Margareten; † 30. April 1926 in Schloss Schönbrunn in Wien) war ein österreichischer Politiker der Christlichsozialen Partei. Er war von 1897 bis 1911 Mitglied und von 1907 bis 1909 Präsident des Abgeordnetenhauses im österreichischen Reichsrat, von 1912 bis 1919 Bürgermeister von Wien sowie von 1920 bis 1923 erster Präsident des Nationalrats.

## Leben

### Steile Beamtenkarriere
Weiskirchner war Sohn eines Oberlehrers und einer Hausbesitzerin, besuchte das Mariahilfer Kommunal-Real- und Obergymnasium, dann das Akademische Gymnasium in Wien. Ab 1879 studierte er an der Universität Wien Jus und wurde 1884 zum Dr. jur. promoviert. 
Er trat 1883, unmittelbar nach dem Studium, als Konzeptsbeamter in den juristischen Dienst der Stadt Wien, wo er zum 1893 Magistratskommissär und 1898 zum Magistratssekretär aufstieg. Unter dem christlichsozialen Bürgermeister Karl Lueger wurde er 1901 Magistratsvizedirektor und wurde 1903, nach wie vor unter Lueger, zum Magistratsdirektor befördert, dem nur dem Bürgermeister verantwortlichen Spitzenbeamten. 1910 ließ er sich als Beamter pensionieren.

### Politiker in Mehrfachfunktion
Von 1897 bis 1911 war Richard Weiskirchner Reichsratsabgeordneter (IX., X. und XI. Legislaturperiode) der von Lueger gegründeten Christlichsoziale Partei. Von 1907 bis 1909 war er Präsident des Abgeordnetenhauses. 1898–1915 war er außerdem Mitglied des Niederösterreichischen Landtags. 1909–1911 war er k. k. Handelsminister im Kabinett von Richard von Bienerth-Schmerling. 1910 wurde er nach seiner Pensionierung in den Gemeinderat gewählt (Kurienwahlrecht).
Hatte er nach Luegers Tod 1910 auf Grund seiner drei bestehenden politischen Funktionen das Bürgermeisteramt noch abgelehnt, so nahm er im Dezember 1912 die Wahl durch den Gemeinderat an.

### Bürgermeister von Wien
Von Jänner 1913 bis Mai 1919 war Weiskirchner Bürgermeister von Wien. In den eineinhalb Friedensjahren vor Beginn des Ersten Weltkriegs setzte er die von Lueger mit viel Dynamik betriebene Stadtentwicklung fort. In den vier Jahren im Krieg hatte er vor allem die bald entstandenen Mangelerscheinungen zu bekämpfen, um die Versorgung der Stadt zu sichern. 1917 / 1918 war Weiskirchner, von Kaiser Karl I. berufen, Mitglied des Herrenhauses des Reichsrats (siehe Liste).
Im Dezember 1918, einen Monat nach dem Ende Österreich-Ungarns, wählte ihn der provisorische Gemeinderat nochmals zum Bürgermeister. Nach der Gemeinderatswahl 1919, der ersten, bei der alle Wienerinnen und Wiener gleiches Stimmrecht hatten und bei der die Sozialdemokraten die absolute Mehrheit erreichten, übergab er im Mai 1919 das Amt an Jakob Reumann, den ersten Bürgermeister des „Roten Wien“.

### Parlamentarier der Republik
Vom 4. März 1919 bis zum 1. Oktober 1920 war er für die Christlichsozialen Mitglied der Konstituierenden Nationalversammlung von Deutschösterreich bzw. Österreich, dann vom 10. November 1920 bis 1923 Präsident des Nationalrates (I. Gesetzgebungsperiode).
Sein ehrenhalber gewidmetes Grab  befindet sich in Wien auf dem Hietzinger Friedhof (Gruppe 5, Nummer 286).

## Ehrung
Im Jahr 1932 wurde in Wien Innere Stadt (1. Bezirk) die Weiskirchnerstraße nach ihm benannt. Er war Ehrenmitglied der katholischen Studentenverbindungen Rudolfina Wien, Austria Wien, Norica Wien und Amelungia Wien, alle damals im CV, heute im ÖCV, sowie der Frankonia Czernowitz im CV.

## Werke
- Oesterreichische Städteordnungen. Die Gemeindeordnungen und Gemeindewahlordnungen der mit eigenen Statuten versehenen Städte der im Reichsrathe vertretenen Königreiche und Länder mit den Nachtragsgesetzen Zusammengestellt von Carl Brockhausen und Richard Weiskirchner. Wien 1895.
- Das Cartellwesen vom Standpunkte der christlichen Wirthschaftsauffassung. Wien 1896.
- Die Armenpflege einer Großstadt. Wien 1896.
- Städtische Wohnungspolitik. Warnsdorf 1917.